# Homoafectividad

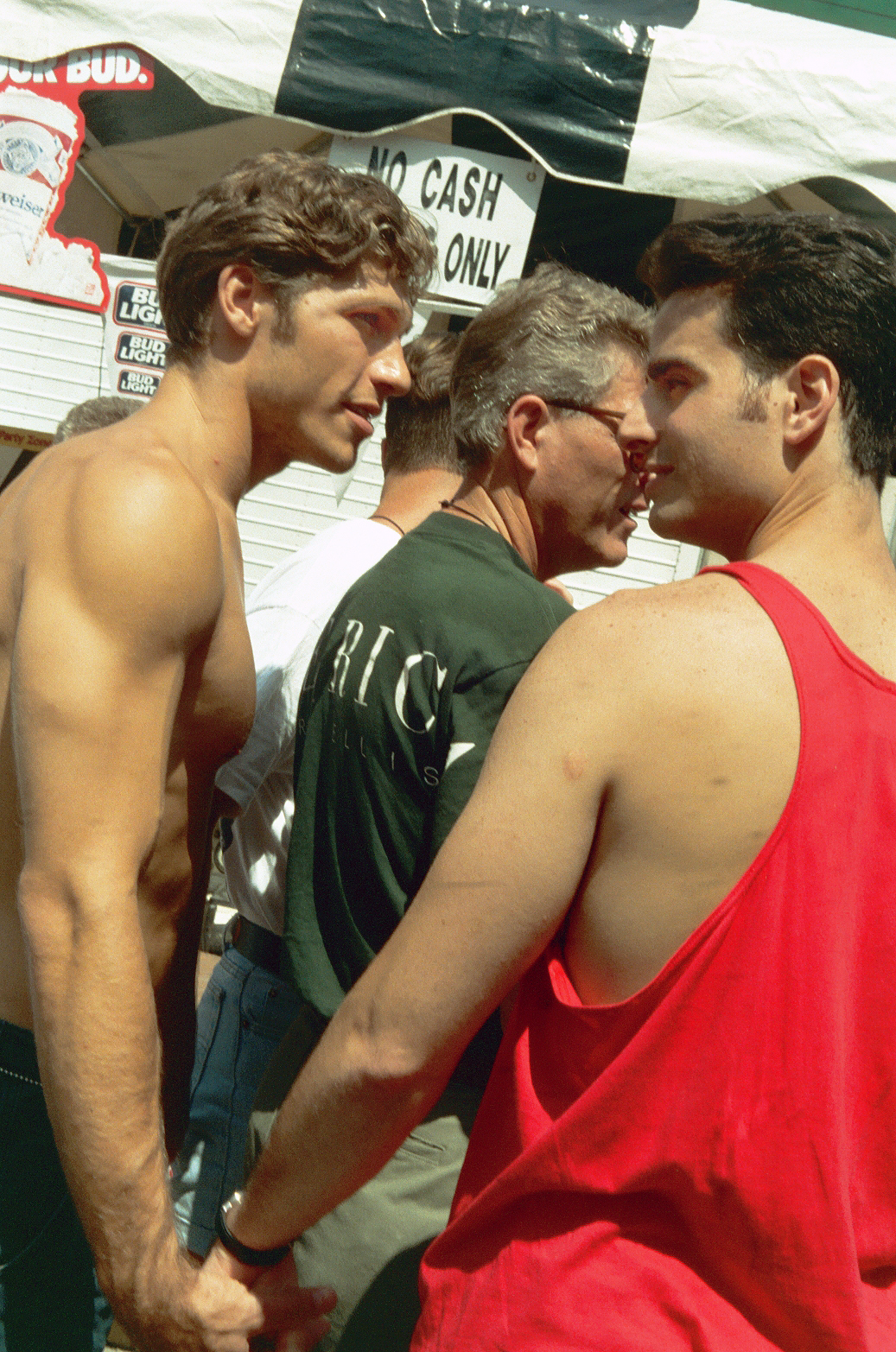
Dos hombres tomados de las manos como un acto homoafectivo en público (1993)

La homoafectividad es un neologismo entendido como el conjunto de las expresiones de amor o cariño entre personas del mismo sexo. Esto hace referencia, principalmente, a los sentimientos y emociones de aprecio y admiración que son manifestadas tanto por parte de un hombre por otro hombre, como también de una mujer por otra mujer, sin tener, necesariamente, un sentido erótico (homoerotismo), como tampoco sexual (homosexualidad) de por medio. Es un concepto utilizado en el campo de las ciencias sociales, tales como la sociología y la psicología, también en el derecho y la teología.

## Descripción
Las primeras menciones del concepto de homoafectividad se dieron en estudios sobre el comportamiento entre personas del mismo sexo a comienzos del siglo XXI. La jurista y activista por los derechos de los homosexuales brasileña, Maria Berenice Dias, fue una de las pioneras en acuñar este término y utilizar el concepto aplicado al derecho de familia, replicándose posteriormente a otras discilipinas del conocimiento,siendo una de sus principales preocupaciones, la eliminación de la estigmatización a las personas que mantienen un vínculo sentimental estable y duradero con alguien de su mismo sexo.
En términos similares pero con distintos enfoques y alcances se utiliza el término homosocialización, para el análisis e investigación de las interacciones sociales entre personas del mismo género. No obstante, la homoafectividad también incluye las interacciones privadas e íntimas que pueden vivenciar dos hombres o dos mujeres. Bajo otras interpretaciones, como en ciertos estudios de género, también es entendido como el aprecio y hermandad que puede sentir un hombre por todos las personas de sexo masculino (fraternidad) y por su parte, una mujer por todas las de su género (sororidad).Como acciones homoafectivas entre dos personas, se cuentan, por ejemplo, los abrazos, los besos, las caricias, tomarse de las manos y cualquier otra demostración de cariño, dentro de un ámbito público o privado, independiente si existe un sentido erótico de por medio o no y de la orientación sexual de los participantes. En otras palabras, es posible que personas heterosexuales experimenten comportamientos homoafectivos sin ser homo- o bisexuales, dependiendo de cada contexto y época el grado de tolerancia social de cada uno de estos actos.